# Halowe Mistrzostwa Europy w Lekkoatletyce 1987 – bieg na 800 m mężczyzn
Bieg na 800 metrów mężczyzn – jedna z konkurencji biegowych rozgrywanych podczas halowych lekkoatletycznych mistrzostw Europy w  hali Stade couvert régional w Liévin. Eliminacje i półfinały zostały rozegrane 21 lutego, a bieg finałowy 22 lutego 1987. Zwyciężył reprezentant Holandii Rob Druppers. Tytułu zdobytego na poprzednich mistrzostwach nie bronił Peter Braun z Republiki Federalnej Niemiec.

## Rezultaty

### Eliminacje
Rozegrano 3 biegi eliminacyjne, do których przystąpiło 18 biegaczy. Awans do półfinałów dawało zajęcie jednego z pierwszych trzech miejsc w swoim biegu (Q). Skład półfinałów uzupełniło trzech zawodników z najlepszym czasem wśród przegranych (q).
Opracowano na podstawie materiału źródłowego.
Bieg 1
| Miejsce | Zawodnik         | Czas    | Uwagi |
| ------- | ---------------- | ------- | ----- |
| 1       | Ari Suhonen      | 1:48,93 | Q     |
| 2       | Tony Morrell     | 1:48,95 | Q     |
| 3       | Rob Druppers     | 1:49,25 | Q     |
| 4       | Axel Harries     | 1:49,80 | q     |
| 5       | Alex Geissbühler | 1:50,83 |       |
| 6       | Gérard Philippe  | 1:51,17 |       |

Bieg 2
| Miejsce | Zawodnik         | Czas    | Uwagi |
| ------- | ---------------- | ------- | ----- |
| 1       | Jaap van Treijen | 1:52,36 | Q     |
| 2       | Colomán Trabado  | 1:52,43 | Q     |
| 3       | Gert Kilbert     | 1:52,44 | Q     |
| 4       | Slobodan Popović | 1:52,51 |       |
| 5       | Tonino Viali     | 1:52,72 |       |
| 6       | Ronny Olsson     | 1:54,16 |       |

Bieg 3
| Miejsce | Zawodnik          | Czas    | Uwagi |
| ------- | ----------------- | ------- | ----- |
| 1       | Władimir Graudyń  | 1:50,21 | Q     |
| 2       | Anatolij Millin   | 1:50,26 | Q     |
| 3       | Marc Corstjens    | 1:50,42 | Q     |
| 4       | Didier Le Guillou | 1:50,43 | q     |
| 5       | Martin Enholm     | 1:50,67 | q     |
| 6       | Stefano Cecchini  | 1:52,15 |       |

### Półfinały
Rozegrano 2 biegi półfinałowe, w których wystartowało 12 biegaczy. Awans do finału dawało zajęcie jednego z trzech pierwszych miejsc w swoim biegu (Q).. Skład finału uzupełniło dwóch zawodników z najlepszym czasem wśród przegranych (q).
Opracowano na podstawie materiału źródłowego.
Bieg 1
| Miejsce | Zawodnik          | Czas    | Uwagi |
| ------- | ----------------- | ------- | ----- |
| 1       | Władimir Graudyń  | 1:49,88 | Q     |
| 2       | Ari Suhonen       | 1:50,01 | Q     |
| 3       | Jaap van Treijen  | 1:50,17 | Q     |
| 4       | Didier Le Guillou | 1:50,70 |       |
| 5       | Martin Enholm     | 1:51,03 |       |
| 6       | Axel Harries      | 1:53,12 |       |

Bieg 2
| Miejsce | Zawodnik        | Czas    | Uwagi |
| ------- | --------------- | ------- | ----- |
| 1       | Rob Druppers    | 1:49,59 | Q     |
| 2       | Colomán Trabado | 1:49,89 | Q     |
| 3       | Gert Kilberti   | 1:49,97 | Q     |
| 4       | Tony Morrell    | 1:50,02 | q     |
| 5       | Anatolij Millin | 1:50,24 | q     |
| 6       | Marc Corstjens  | 1:50,87 |       |

### Finał
Opracowano na podstawie materiału źródłowego.
| Miejsce | Zawodnik         | Czas    |
| ------- | ---------------- | ------- |
| 1       | Rob Druppers     | 1:48,12 |
| 2       | Władimir Graudyń | 1:49,14 |
| 3       | Ari Suhonen      | 1:49,56 |
| 4       | Anatolij Millin  | 1:50,24 |
| 5       | Jaap van Treijen | 1:51,03 |
| 6       | Tony Morrell     | 1:58,31 |
| 7       | Gert Kilbert     | 1:59,08 |
| 8       | Colomán Trabado  | 2:14,16 |